# Обыкновенный преступник
«Обыкновенный преступник» (англ. Ordinary Decent Criminal) — криминальная комедия Тадеуша О’Салливана по мотивам романа Лайонел Шривер.

## Сюжет
Майкл Линч — один из криминальных авторитетов Дублина. У него имеется две жены — сестры Кристина и Лиза — и множество отпрысков. В свободное от семейных забот время Линч занимается грабежами, причём в самом акте преступления первостепенное значение для него имеют изобретательность и ловкость. После того, как Линч и его банда совершают дерзкое ограбление художественной галереи Дублина, вопрос поимки наглеца становится для детектива Ноэля Куигли делом чести.

## В ролях
| Актёр            | Роль          |
| ---------------- | ------------- |
| Кевин Спейси     | Майкл Линч    |
| Линда Фиорентино | Кристина Линч |
| Колин Фаррелл    | Алек          |
| Кристоф Вальц    | Питер         |
| Хелен Баксендейл | Лиза          |
| Питер Маллан     | Стиви         |
| Стивен Диллэйн   | Ноэль Куигли  |
| Дэвид Хэйман     | Тони Брэди    |
| Джерард Максорли | Харрисон      |
| Дэвид Келли      | Франк Гроган  |
| Винсент Риган    | Шей Кирби     |